# Nesodryas munroi
Nesodryas munroi är en insektsart som beskrevs av Frederick Arthur Godfrey Muir 1917. Nesodryas munroi ingår i släktet Nesodryas och familjen sporrstritar. Inga underarter finns listade i Catalogue of Life.